# アンドロイドの侵略
「アンドロイドの侵略」（アンドロイドのしんりゃく、原題: The Android Invasion）は、イギリスのSFテレビドラマシリーズ『ドクター・フー』シーズン13の4番目のストーリー。イギリスでは1975年11月22日から12月13日にかけてBBC Oneで、日本では1990年1月17日から2月7日にかけてNHK BS2の衛星こども劇場枠で放送された。
本作の舞台は惑星オセイドンとイングランドである。エイリアンのクラールがウイルスによる人類の一掃と地球への侵略を計画した。
かつてのシリーズプロデューサーのバリー・レッツが監督し、テリー・ネイションが脚本を担当した。テリー・ネイションがダーレクの絡まないストーリーの脚本を執筆したのはこれが11年間で初めてのことであった。ベントン役を演じたジョン・レヴェネの最後の登場となったほか、かつてコンパニオンだったハリー・サリバン役を演じたイアン・マーターがゲスト出演し、彼もこれが最後の登場となった。

## 制作

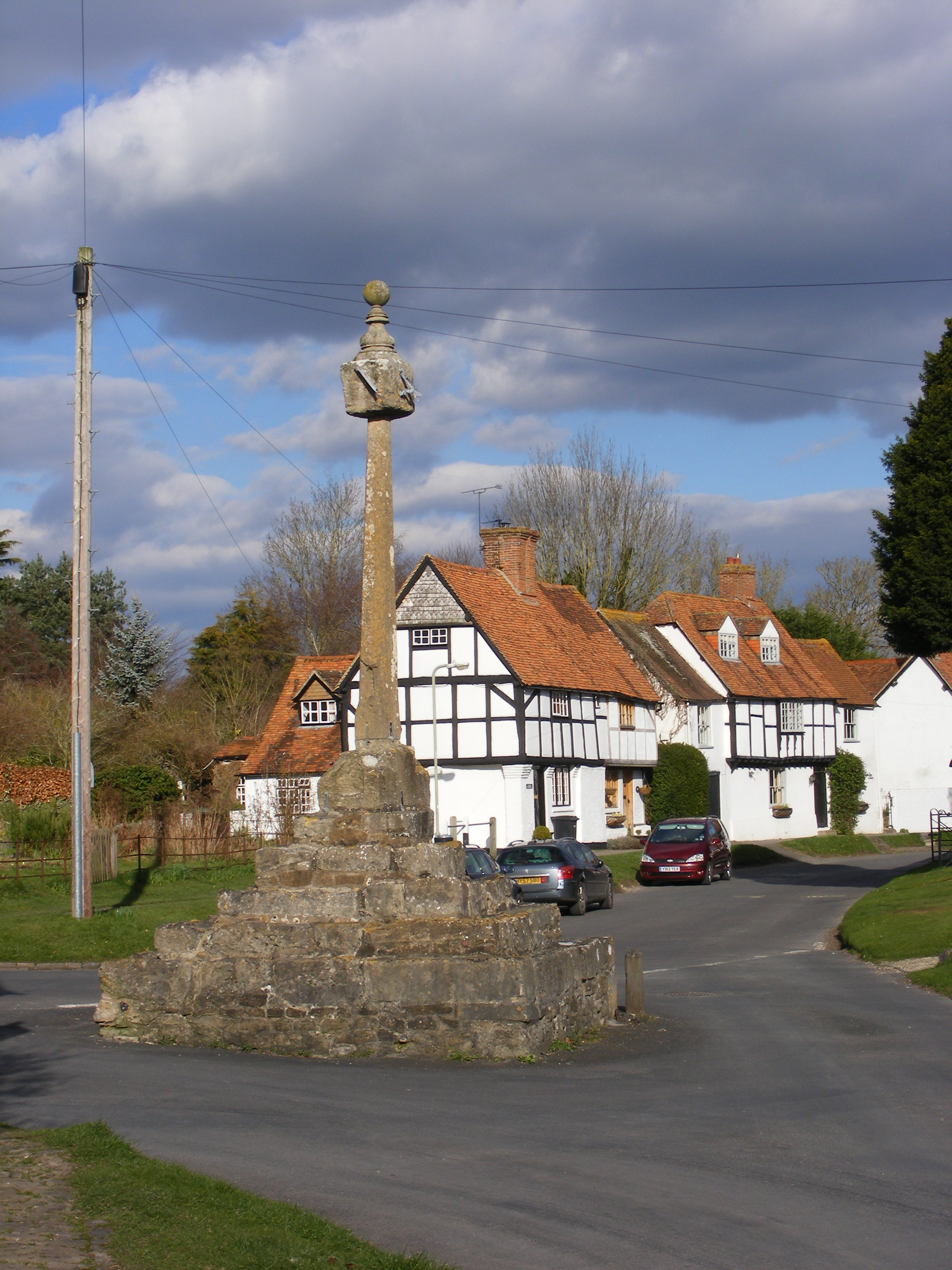
村のロケに使われたオックスフォードシャーの East Hagbourne

本作は1956年の映画『ボディ・スナッチャー/恐怖の街』の影響を受け、1979年の Destiny of the Daleks が執筆されるまではテリー・ネイションによる最後の脚本であった。これは1964年の The Keys of Marinus 以来、初めて彼がダーレク以外の物語の脚本を書いた例である。
クラールが模造した村のロケ撮影にはオックスフォードシャーの East Hagbourne が使用された。宇宙防衛ステーションの外のシーンはハーウェルの National Radiological Protection Board で撮影された。

## 評価
ケネス・ウィリアムズが「どんどんバカになるドクター」と酷評し、ポール・コーネルらも「退屈で苛々する」とコメントするなど、本作には酷評が寄せられている。ジョン・ケネス・ムーアは身近にアンドロイドが潜伏する恐怖を高評価した。